# Acalypha cuspidata
Acalypha cuspidata är en törelväxtart som beskrevs av Nikolaus Joseph von Jacquin. Acalypha cuspidata ingår i släktet akalyfor, och familjen törelväxter. Inga underarter finns listade i Catalogue of Life.